# Henderson (CDP, New York)
Pour les articles homonymes, voir Henderson.
Henderson est une census-designated place du comté de Jefferson, dans l'État de New York, aux États-Unis,. En 2020, elle compte une population de 233 habitants.